# Карло Ројц
Карло Ројц (Бања Лука, 16. јун 1915 — планина Чемерница, 22. мај 1942), учесник Народноослободилачке борбе и народни херој Југославије.

## Биографија
Рођен је 16. јуна 1915. године у Бањој Луци, у сиромашној радничкој породици. У родном је граду завршио основну школу i два разеда гимназије. Сиромаштво његових родитеља онемогућило му је да настави школовање, па је отишао у Маринско-машинску школу, коју је завршио с одличним успехом. Оспособио се за машинисту брода и био распоређен на подморницу.
У време школовања долазио је у додир с члановима СКОЈ-а, и врло брзо се укључио у рад револуционарног омладинског покрета. Било је то у време када је револуционарни покрет почео успешније да се пробија у редове припадника трговачке и ратне морнарице краљевске југословенске војске.
Члан КП Југославије постао је почетком 1938. године. Рад његове партијске организације убрзо је био откривен, па су сви њени чланови похапшени и суђени. Карло ништа није признао. Осуђен је на годину дана строгог затвора, у самици. После тога, истеран је из морнарице као недостојан, и протеран у родно место. После доласка у Бању Луку, укључио се у рад организације КПЈ. Истицао се у организовању штрајкова, посебно на обезбеђењу штрајкаша од полиције и жандармерије. Због одлучности и неустрашивости, добио је поверење Месног комитета и целе партијске организације. Кућа његових родитеља постала је стално састајалиште комуниста. У њој је одржана и Прва обласна конференција КПЈ за Босанску крајину, ујесен 1940. године. Тада је цела Карлова породица била укључена у обезбеђење Конференције.
Иако недовољно покретан, због оболелих ногу у време издржавања затвора у самици, Карло је у време Априлског рата био један од најактивнијих бањалучких комуниста у прикупљању и склањању оружја, муниције и другог материјала; све је то чувао у празној гробници на католичком гробљу, а када је почео устанак, слао је оружје првом партизанском одреду на Старчевици. Учествовао је на познатом саветовању руководећег партијског кадра Босанске крајине, које је, почетком јуна 1941. године, одржано на Шехитлуцима, недалеко од Бање Луке. Крајем тог месеца, избегао је усташко хапшење и прикључио се партизанском одреду на Старчевици. Убрзо се вратио у град, јер је, по директиви Окружног комитета КПЈ, био задужен за организовање и проширење илегалног покрета — припремање и слање бораца, оружја и опреме партизанима, те за одржавање везе с партизанским јединицама на терену. На тим пословима радио је до половине септембра 1941, када је, због опасности од хапшења, а по одобрењу МК, изашао на Старчевицу и укључио се у вод за везу. Учествовао је у свим акцијама, своје јединице; у уништењу оружничке станице у Крупи на Врбасу, упоришта у Бочцу и Скендер Вакуфу, четничког упоришта у селу Мемићи, као и на онеспособљавању комуникација између Бање Луке и Јајца.
У пролеће 1942. године био је постављен за командира Заштитног вода партизанске болнице на Чемерници, где је у многим борбама одбијао нападе вишеструко бројнијих четничких снага. Крајем маја 1942, када је понестало хране, а муниција је била готово при крају, Карло је донео одлуку да пресели болницу, надајући се да ће тако спасити рањенике. У жестоком јуришу пошло му је за руком да болницу пребаци у пећину, недалеко од ушћа Угра у Врбас. Четници су опет опколили пећину, овог пута још бројнији. Неколико дана трајале су борбе, измешали су се борци и рањеници и здружили у отпору. У последњем јуришу, 22. маја 1942. године већина је изгинула. Тешко рањен, Карло Ројц је с неколико другова успео да се пробије до друге пећине; наставио је борбу до последњег метка. Да не би пао жив у руке непријатељу, убио се последњим метком.
Указом Президијума Народне скупштине Федеративне Народне Републике Југославије, 20. децембра 1951. године, проглашен је за народног хероја.
Данас се по њему зове друштвени центар у Пули, Хрватска.